# Raymond Vincentini
Raymond Vincentini (Marseille, 1911. szeptember 13. – Grasse, 2001. május 12.) francia nemzetközi labdarúgó-játékvezető.

## Pályafutása

### Nemzeti játékvezetés
Az I. Liga játékvezetőjeként 1954-ben vonult vissza.

### Nemzetközi játékvezetés
A Francia labdarúgó-szövetség Játékvezető Bizottsága (JB) terjesztette fel nemzetközi játékvezetőnek, a Nemzetközi Labdarúgó-szövetség (FIFA) 1950-től tartotta nyilván bírói keretében. A FIFA JB központi nyelvei közül a franciát beszélte. Több nemzetek közötti válogatott- és klubmérkőzést vezetett, vagy működő társának partbíróként segített. A francia nemzetközi játékvezetők rangsorában, a világbajnokság-Európa-bajnokság sorrendjében többedmagával a 22. helyet foglalja el 3 találkozó szolgálatával. Az aktív nemzetközi játékvezetéstől 1954-ben búcsúzott. Válogatott mérkőzéseinek száma: 6.

#### Labdarúgó-világbajnokság
A világbajnoki döntőhöz vezető úton Svájcba az V., az 1954-es labdarúgó-világbajnokságra a FIFA JB bíróként alkalmazta. Selejtező mérkőzéseket az UEFA és a CONMEBOL zónában vezetett. Dél-Amerikában Erich Steiner bírótársával bonyolították a 11. csoport körmérkőzéseit. A FIFA JB elvárásának megfelelően, ha nem vezetett, akkor valamelyik működő társának partbíróként segített. Az egyik csoportmérkőzésen első számú besorolást kapott, ami azt jelentette, hogy játékvezetői sérülése esetén ő vezette volna tovább a találkozót. Az elődöntőben, a Magyarország–Uruguay (4:2) találkozót irányító Mervyn Griffiths második számú partbírója volt. Világbajnokságon vezetett mérkőzéseinek száma: 2 + 2 (partbíró).

##### 1954-es labdarúgó-világbajnokság

###### Selejtező mérkőzés
| Időpont           | Helyszín                         | Mérkőzés típusa            | Mérkőzés                  | Eredmény | Nézők száma |
| ----------------- | -------------------------------- | -------------------------- | ------------------------- | -------- | ----------- |
| 1954. január 6.   | Chamartin Stadion, Madrid        | előselejtező (6. csoport)  | Spanyolország–Törökország | 4 : 1    | 110 000     |
| 1954. február 21. | Központi Stadion, Santiago       | előselejtező (11. csoport) | Chile–Paraguay            | 1 : 3    |             |
| 1954. február 28. | Központi Stadion, Santiago       | előselejtező (11. csoport) | Chile–Brazília            | 0 : 2    |             |
| 1954. március 21. | Maracana Stadion, Rio de Janeiro | előselejtező (11. csoport) | Brazília–Paraguay         | 4 : 1    |             |

###### Világbajnoki mérkőzés
| Időpont           | Helyszín                 | Mérkőzés típusa                          | Mérkőzés               | Eredmény | Nézők száma |
| ----------------- | ------------------------ | ---------------------------------------- | ---------------------- | -------- | ----------- |
| 1954. június 17.. | Hardturm Stadion, Zürich | csoportmérkőzés (B. csoport)             | Magyarország–Dél-Korea | 9 : 0    | 13 000      |
| 1954. június 23.  | Hardturm Stadion, Zürich | csoportmérkőzés (B. csoport - rájátszás) | NSZK–Törökország       | 7 : 2    | 17 000      |